# 九州旅客鉄道長崎支社
九州旅客鉄道長崎支社（きゅうしゅうりょかくてつどうながさきししゃ）は、九州旅客鉄道（JR九州）の支社の一つ。本社鉄道事業本部とともに、旧日本国有鉄道九州総局の流れを汲む。

## 支社所在地
長崎県長崎市尾上町1-89

## 管轄路線
長崎県全域に加え、佐世保線については佐賀県内の区間も管轄する。
路線
※ 支社境界は閉塞区間上にあるため、境界線の内側の停車場（駅・信号場など）を記載している。
| 路線名       | 区間                                                 | 備考                                                                                                   |
| ------------ | ---------------------------------------------------- | --- |
| 西九州新幹線 | （武雄温泉駅・嬉野温泉駅・新大村駅・諫早駅・長崎駅） | 左記5駅の駅運転・営業業務ならびに乗務員配置のみ 列車運行・線路設備管理は本社鉄道事業本部新幹線部の直轄 |
| 長崎本線     | 土井崎信号場 - 長崎間 喜々津 - 長与 - 浦上間         | 土井崎信号場 - 諫早駅間は第二種鉄道事業                                                                |
| 佐世保線     | 大町 - 佐世保間                                      | |
| 大村線       | 早岐 - 諫早間（全線）                                | |

## 組織
2022年4月1日現在。
- 安全推進室
- 総務企画課
- 営業運輸課
- 工務課

### 廃止された鉄道事業部
- 長崎鉄道事業部（2022年3月31日廃止）
- 佐世保鉄道事業部（2013年に長崎鉄道事業部へ統合）

## 車両基地・設備保全区所
- 佐世保車両センター「崎サキ」[4]
- 長崎工務所（諫早市に所在）

## 乗務員区所

### 運転士・車掌
- 長崎総合乗務センター